# ۲۱ مه
۲۱ مه در تقویم گرگوری، صد و چهل و یکمین (در سال‌های کبیسه صد و چهل و دومین) روز سال است. ۲۲۴ روز تا پایان سال باقی است.

## رویدادها
- ۸۷۸ - شهر سیراکوز توسط سلطان مسلمان سیسیل تصرف شد.
- ۱۴۰۳ - هانری سوم پادشاه کاستیل نامه‌ای برای تیمور لنگ جهت اتحاد علیه امپراتوری عثمانی فرستاد که با نظر مثبت او مواجه شد.
- ۱۵۹۰ - انعقاد معاهده فرهاد پاشا میان ایران صفوی و امپراتوری عثمانی.
- ۱۸۵۶ - لغو برده داری در کلمبیا
- ۱۹۰۴ - بنیانگذاری سازمان فیفا در شهر پاریس.
- ۱۹۹۰ - یمن جنوبی و یمن شمالی برای اتحاد به توافق دست یافتند.
- ۱۹۹۱ - راجیو گاندی نخست وزیر پیشین و پسر ایندرا گاندی توسط عامل مؤنث انتحاری در مدرس کشته شد.
- ۱۹۹۱ - با فرار منگیستو هایله ماریام رئیس جمهور جمهوری دموکراتیک اتیوپی از کشور جنگ داخلی این مملکت به پایان خود رسید.
- ۱۹۹۴ - در پی تلاش ناموفق جمهوری دموکراتیک یمن (یمن جنوبی) برای جدایی از جمهوری یمن جنگی داخلی در این کشور به پا شد.
- ۲۰۰۳ - زلزله‌ای در شمال الجزایر ۲۰۰۰ نفر را به کام مرگ کشاند.
- ۲۰۰۶ - ۵۵ درصد مردم مونته نگرو در رفراندومی رای به استقلال از اتحادیه صربستان و مونته نگرو دادند.
- ۲۰۱۲ - در اثر انفجار انتحاری در صنعا پایتخت یمن که نظامیان ارتش این کشور را مورد هدف قرار داد بود ۱۲۰ تن کشته شدند.

## مناسبت‌ها
- روز جهانی تنوع نژادها برای گفتگو و توسعه
- روز جهانی چای
- روز جهانی مدیتیشن
- روز پیشخدمت و خدمتکار
- روز جهانی تنوع فرهنگی

## زادروزها
- ۱۴۷۱ - آلبرشت دورر، نقاش، حکاک و ریاضی‌دان آلمانی دوره نوزائی. (درگذشته ۱۵۲۸)
- ۱۹۱۶ - هارولد رابینز، نویسنده آمریکایی
- ۱۹۶۰ - جفری دامر، قاتل زنجیره ای آمریکایی
- ۱۹۶۷ - کریس بنوا، کشتی کج کار کانادایی
- ۱۹۸۰ - سلطانه آیت حمو، دوندهٔ دو نیمه‌استقامت مغربی.[۱]

## مرگ‌ها
- ۱۱۸۹ - موفق‌الدین بحرانی اربلی، شاعر عربی.
- ۱۴۷۱ - هنری ششم، پادشاه انگلستان (زاده ۱۴۲۱)
- ۲۰۱۵ – فرانسوا مائه، دوچرخه‌سوار اهل فرانسه (ز. ۱۹۳۰)